# 格倫多拉 (新澤西州蒙茅斯縣)
格倫多拉（英語：Glendola）是位於美國新澤西州蒙茅斯縣的非建制地區。

## 歷史
格倫多拉的郵局於1886年設立，其後於1903年停運。

## 地理
格倫多拉所處的海拔為高於海平面32米（即105英呎），而該地所採用的時區為UTC-5，即北美东部时区（EST）。同時該地設有夏令時間，為UTC-5調快一小時，即UTC-4（EDT）。